# 閃爍光鰓魚
閃爍光鰓魚（學名：Chromis nitida），又稱閃爍光鰓雀鯛，是輻鰭魚綱鱸形目雀鯛科光鰓魚屬的其中一種，分布於西太平洋澳洲大堡礁至雪梨、豪勳爵島海域，深度2至40公尺，本魚體呈卵圓形且側扁，背面呈黃棕色，側腹銀色和底面被一條深色條紋隔開，胸鰭基部有一黑斑，尾鰭叉形，上下葉藍黑色，背鰭硬棘13枚、背鰭軟條11-13枚、臀鰭硬棘2枚、臀鰭軟條10-11枚，體長可達8.9公分，棲息在珊瑚豐富的岩礁外側、潟湖和河口，以藻類、浮游動物和小型無脊椎動物為食，繁殖期時成對出現，雄魚會守護卵直到孵化，生活習性不明，可做為觀賞魚。